# Käthe Riechers
Käthe Riechers (geb. Paulsen; * 14. August 1906 in Dortmund; † 16. Februar 1964 in Kiel) war eine deutsche Fürsorgerin. Nach dem Zweiten Weltkrieg baute sie die Arbeiterwohlfahrt in Schleswig-Holstein mit auf.

## Leben
Käthe Riechers war die Tochter von Otto Paulsen und Keike Arfsten, die von der Nordseeinsel Föhr stammten. Sie war eines von sechs Kindern, ein Bruder war Frederik Paulsen, der Begründer des Pharmaunternehmens Ferring, in Kiel auf. Sie lernte Krankenschwester und wurde danach Fürsorgerin. 1936 heiratete sie Heinrich Riechers (1907–1993), der mit 18 Jahren der SPD beigetreten war.
Nach Ende des Zweiten Weltkriegs zog sie mit ihrem Mann und ihren beiden Kindern nach Eddelak. Sie besann sich nach der Diktatur wieder auf die Wurzeln der Arbeiterwohlfahrt und wollte den Menschen helfen. So baute sie in Eddelak u. a. eine Beratungsstelle auf, um Hilfesuchende zu unterstützen, darunter Flüchtlinge und mittellose Einheimische.
1946 zog die Familie nach Itzehoe. Die Arbeiterwohlfahrt wurde in Schleswig-Holstein nach 1945 von unten nach oben wieder aufgebaut, in vielen Orten begannen die Aktivitäten und dort schloss Riechers sich der entstehenden Arbeiterwohlfahrt an. Ab 1950 war sie dort die erste Vorsitzende und bis zu ihrem Tod 1964 wurde sie deren zentrale Person. Hier sorgte sie als eine der wichtigsten Personen des ehrenamtlichen Engagements in Itzehoe zu dieser Zeit dafür, dass die Not vieler Menschen gelindert werden konnte. Allein zwischen Juni und November 1949 wurden im Rahmen der Kleinkindspeisung unter ihrer Leitung von der AWO 1500 Essensportionen ausgegeben. Auch sorgten sie selbst und die AWO unter ihrer Leitung für die Betreuung und Versorgung zahlreicher Senioren, u. a. durch die tägliche Haushaltsführung. Zudem organisierte sie die jährlichen Senioren-Weihnachtsfeiern für rund 200 Personen. Sie errichtete eine Nähstube, die in der Zeit der Knappheit für die Familien der Stadt äußerst bedeutend waren. So nutzten allein im Jahre 1952 rund 3000 Frauen die Maschinen.
Auch in den Strukturen auf Landesebene wirkte Käthe Riechers mit, so war sie Mitglied im Landesvorstand der AWO und kommunalpolitisch aktiv. Von 1948 bis 1955 war sie als eine der ersten Frauen Mitglied in der Itzehoer Ratsversammlung, im Kreistag saß sie von 1962 bis zu ihrem Tod 1964.
Nach ihrem Tod schrieb der Itzehoer Pastor Gieseking: „In vielen Sitzungen auf dem Rathaus u. dem Landratsamt habe ich erlebt, wie Frau Riechers in ihrer herzgewinnenden Art sich einsetzte für die Hilfsbedürftigen und für die Alten in unserer Stadt. Keine Frau in Itzehoe hat in der Sozialarbeit einen solchen Wirkungskreis geschaffen.“

## Veröffentlichungen
- Käthe Riechers: Hilfe für unsere alten Mitbürger, in: Arbeiterwohlfahrt Landesverband Schleswig-Holstein e. V. (Hrsg.): Unsere Arbeit 1961/62, Kiel, 1962, S. 28–30.